# Campionato mondiale Supersport 2014
Il campionato mondiale Supersport 2014 è la sedicesima edizione del campionato mondiale Supersport.
Il titolo piloti è stato vinto dal pilota olandese Michael van der Mark a bordo di una Honda CBR600RR del team Pata Honda World Supersport. Van der Mark, a parte la gara inaugurale in Australia, va sempre a podio in questa stagione, chiudendo o primo o secondo; staccando il più diretto degli inseguitori, Jules Cluzel di ottantadue punti.
Per quanto concerne i costruttori, la Honda che vince sette gare su undici e stacca di settanta punti la Kawasaki campione uscente. Da segnalare le prime vittorie in questo campionato per MV Agusta, tutte ad opera del pilota francese Cluzel.

## Piloti partecipanti
fonte
Tutte le motociclette in competizione sono equipaggiate con pneumatici forniti dalla Pirelli.
| Nº  | Pilota                | Squadra                       | Motocicletta     |
| --- | --------------------- | ----------------------------- | ---------------- |
| 3   | Billy McConnell       | Smiths Triumph                | Triumph 675 R    |
| 4   | Jack Kennedy          | CIA Insurance Honda           | Honda CBR600RR   |
| 5   | Roberto Tamburini     | San Carlo Puccetti Racing     | Kawasaki ZX-6R   |
| 6   | Dominic Schmitter     | HAGN-SKM Racing               | Yamaha YZF R6    |
| 7   | Nacho Calero          | CIA Insurance Honda           | Honda CBR600RR   |
| 9   | Tony Coveña           | Kawasaki Intermoto Ponyexpres | Kawasaki ZX-6R   |
| 10  | Alessandro Nocco      | San Carlo Puccetti Racing     | Kawasaki ZX-6R   |
| 11  | Christian Gamarino    | Team Go Eleven                | Kawasaki ZX-6R   |
| 14  | Ratthapark Wilairot   | Core PTR Honda                | Honda CBR600RR   |
| 15  | Marco Faccani         | San Carlo Puccetti Racing     | Kawasaki ZX-6R   |
| 16  | Jules Cluzel          | MV Agusta RC-Yakhnich M.      | MV Agusta F3 675 |
| 16  | Jules Cluzel          | MV Agusta Reparto Corse       | MV Agusta F3 675 |
| 17  | Lucas Mahias          | MG Competition                | Yamaha YZF R6    |
| 17  | Lucas Mahias          | DMC Panavto-Yamaha            | Yamaha YZF R6    |
| 19  | Kevin Wahr            | RS Wahr by Kraus Racing       | Yamaha YZF R6    |
| 20  | Zaqhwan Zaidi         | SIC Racing                    | Honda CBR600RR   |
| 21  | Florian Marino        | Kawasaki Intermoto Ponyexpres | Kawasaki ZX-6R   |
| 22  | Mason Law             | Kawasaki Intermoto Ponyexpres | Kawasaki ZX-6R   |
| 23  | Cédric Tangre         | Yohann Moto Sport             | Suzuki GSX-R600  |
| 24  | Marco Bussolotti      | Team Lorini                   | Honda CBR600RR   |
| 25  | Alex Baldolini        | ATK Racing                    | MV Agusta F3 675 |
| 25  | Alex Baldolini        | Team Lorini                   | Honda CBR600RR   |
| 26  | Lorenzo Zanetti       | Pata Honda World Supersport   | Honda CBR600RR   |
| 28  | Ferruccio Lamborghini | Team Lorini                   | Honda CBR600RR   |
| 35  | Raffaele De Rosa      | CIA Insurance Honda           | Honda CBR600RR   |
| 35  | Raffaele De Rosa      | Team Lorini                   | Honda CBR600RR   |
| 36  | Martín Cárdenas       | CIA Insurance Honda           | Honda CBR600RR   |
| 44  | Roberto Rolfo         | Team Go Eleven                | Kawasaki ZX-6R   |
| 52  | Ryan Taylor           | Oz Wildcard Racing            | Yamaha YZF R6    |
| 53  | Valentin Debise       | Com Plus SMS Racing           | Honda CBR600RR   |
| 54  | Kenan Sofuoğlu        | MAHI Racing Team India        | Kawasaki ZX-6R   |
| 54  | Kenan Sofuoğlu        | San Carlo Puccetti Racing     | Kawasaki ZX-6R   |
| 55  | Pepijn Bijsterbosch   | Langenscheid R. by Fast Bike  | Yamaha YZF R6    |
| 57  | Ferrán Casas          | Team Torrento                 | Yamaha YZF R6    |
| 60  | Michael van der Mark  | Pata Honda World Supersport   | Honda CBR600RR   |
| 61  | Fabio Menghi          | VFT Racing                    | Yamaha YZF R6    |
| 64  | Matt Davies           | AARK Racing                   | Honda CBR600RR   |
| 65  | Vladimir Leonov       | MV Agusta RC-Yakhnich M.      | MV Agusta F3 675 |
| 65  | Vladimir Leonov       | Rivamoto                      | Honda CBR600RR   |
| 67  | Bryan Staring         | Rivamoto                      | Honda CBR600RR   |
| 77  | Nasser Al Malki       | CIA Insurance Honda           | Honda CBR600RR   |
| 81  | Graeme Gowland        | Smiths Triumph                | Triumph 675 R    |
| 84  | Riccardo Russo        | Team Lorini                   | Honda CBR600RR   |
| 87  | Luca Marconi          | Team Lorini                   | Honda CBR600RR   |
| 87  | Luca Marconi          | Team Lorini                   | Honda CBR600RR   |
| 88  | Kev Coghlan           | DMC Panavto-Yamaha            | Yamaha YZF R6    |
| 89  | Fraser Rogers         | Com Plus SMS Racing           | Honda CBR600RR   |
| 94  | Sam Hornsey           | Anvil Hire TAG Racing         | Triumph 675 R    |
| 99  | Patrick Jacobsen      | Kawasaki Intermoto Ponyexpres | Kawasaki ZX-6R   |
| 155 | Massimo Roccoli       | MV Agusta Reparto Corse       | MV Agusta F3 675 |
| 161 | Alexey Ivanov         | DMC Panavto-Yamaha            | Yamaha YZF R6    |

| Legenda            |
| ------------------ |
| Pilota wildcard    |
| Pilota sostitutivo |

## Calendario
| Nº | Data        | Gran Premio | Circuito       | Pole Position        | Vincitore Gara       | Leader del campionato | Resoconto |
| -- | ----------- | ----------- | -------------- | -------------------- | -------------------- | --------------------- | --------- |
| 1  | 23 febbraio | Australia   | Phillip Island | Kenan Sofuoğlu       | Jules Cluzel         | Jules Cluzel          | Resoconto |
| 2  | 13 aprile   | Aragona     | Aragon         | Kevin Coghlan        | Kenan Sofuoğlu       | Kevin Coghlan         | Resoconto |
| 3  | 27 aprile   | Paesi Bassi | Assen          | Florian Marino       | Michael van der Mark | Florian Marino        | Resoconto |
| 4  | 11 maggio   | Italia      | Imola          | Jules Cluzel         | Lorenzo Zanetti      | Michael van der Mark  | Resoconto |
| 5  | 25 maggio   | Regno Unito | Donington      | Michael van der Mark | Michael van der Mark | Michael van der Mark  | Resoconto |
| 6  | 8 giugno    | Malaysia    | Sepang         | Jules Cluzel         | Michael van der Mark | Michael van der Mark  | Resoconto |
| 7  | 22 giugno   | San Marino  | Misano         | Jules Cluzel         | Jules Cluzel         | Michael van der Mark  | Resoconto |
| 8  | 6 luglio    | Portogallo  | Portimão       | Kenan Sofuoğlu       | Michael van der Mark | Michael van der Mark  | Resoconto |
| 9  | 7 settembre | Spagna      | Jerez          | Michael van der Mark | Michael van der Mark | Michael van der Mark  | Resoconto |
| 10 | 5 ottobre   | Francia     | Magny-Cours    | Jules Cluzel         | Jules Cluzel         | Michael van der Mark  | Resoconto |
| 11 | 2 novembre  | Qatar       | Losail         | Jules Cluzel         | Michael van der Mark | Michael van der Mark  | Resoconto |

## Classifiche

### Classifica piloti
| Pos. | Pilota                | Moto              |     |     |     |     |     |     |     |     |     |     |     | P.ti |
| ---- | --------------------- | ----------------- | --- | --- | --- | --- | --- | --- | --- | --- | --- | --- | --- | ---- |
| 1    | Michael van der Mark  | Honda             | Rit | 2   | 1   | 2   | 1   | 1   | 2   | 1   | 1   | 2   | 1   | 230  |
| 2    | Jules Cluzel          | MV Agusta         | 1   | Rit | 3   | 15  | 2   | 2   | 1   | Rit | Rit | 1   | 3   | 148  |
| 3    | Florian Marino        | Kawasaki          | 4   | 3   | 2   | 3   | 5   | Rit | 7   | 8   | 3   | 5   | 11  | 125  |
| 4    | Lorenzo Zanetti       | Honda             | NP  | 4   | 5   | 1   | Rit | 5   | 6   | 6   | 6   | 4   | 7   | 112  |
| 5    | Kev Coghlan           | Yamaha            | 2   | 5   | 4   | Rit | 3   | Rit | 8   | 7   | 5   | 6   | 5   | 109  |
| 6    | Patrick Jacobsen      | Kawasaki          |     | 14  | 9   | 4   | 6   | 8   | 3   | 5   | 2   | 8   | 12  | 99   |
| 7    | Roberto Rolfo         | Kawasaki          | 11  | 12  | 6   | 5   | 10  | 4   | 10  | 9   | 7   | 3   | 6   | 97   |
| 8    | Kenan Sofuoğlu        | Kawasaki          | Rit | 1   | Rit | Rit | 4   | 3   | 4   | 3   | 13  | Rit | 8   | 94   |
| 9    | Ratthapark Wilairot   | Honda             | Rit | 10  | 13  | Rit | 12  | 6   | 9   | 11  | 8   | 9   | 2   | 70   |
| 10   | Raffaele De Rosa      | Honda             | 3   | 6   | 8   | 12  | 9   | 7   | 20  | 4   | Rit |     | 13  | 70   |
| 11   | Roberto Tamburini     | Kawasaki          | 5   | 7   | 7   | Rit | 8   | Rit | 5   | Rit | 10  | 7   | 9   | 70   |
| 12   | Jack Kennedy          | Honda             |     | 11  | Rit | 11  | 7   | Rit | 12  | 2   | 4   | Rit | Rit | 56   |
| 13   | Marco Bussolotti      | Honda             | 14  | 16  | 11  | 7   | 11  | 10  | Rit | 13  | 19  |     |     | 30   |
| 14   | Alessandro Nocco      | Kawasaki          |     | Rit | 18  | 10  | 14  | 13  | 11  | 12  | 9   | Rit |     | 27   |
| 15   | Christian Gamarino    | Kawasaki          | 10  | 9   | Rit | 13  | 19  | 11  | 15  | 17  | 15  | 14  | 14  | 27   |
| 16   | Kevin Wahr            | Yamaha            | 6   | Rit | 10  | 9   | Rit |     | 13  |     |     | Rit |     | 26   |
| 17   | Riccardo Russo        | Honda             | 8   | Rit | 14  | 8   | 13  | 12  |     |     |     |     |     | 25   |
| 18   | Fabio Menghi          | Yamaha            | 9   | 15  | 15  | 6   | Rit | Rit | 17  | 15  | 17  | Rit | 18  | 20   |
| 19   | Vladimir Leonov       | MV Agusta e Honda |     | 8   | 12  | Rit | 15  | 14  |     |     | 12  | Rit |     | 19   |
| 20   | Massimo Roccoli       | MV Agusta         |     |     |     |     |     |     | 14  | 10  | Rit | 15  | 10  | 15   |
| 21   | Dominic Schmitter     | Yamaha            |     | 13  |     |     |     |     |     |     | 11  | 10  |     | 14   |
| 22   | Lucas Mahias          | Yamaha            |     |     |     |     |     |     |     |     |     | Rit | 4   | 13   |
| 23   | Graeme Gowland        | Triumph           | 7   |     |     |     |     |     |     |     |     |     |     | 9    |
| 24   | Zaqhwan Zaidi         | Honda             |     |     |     |     |     | 9   |     |     |     |     |     | 7    |
| 25   | Tony Coveña           | Kawasaki          | 12  | 17  | 21  | 14  | 17  | 15  | 18  | 18  | 18  |     |     | 7    |
| 26   | Luca Marconi          | Honda             |     |     |     |     |     |     | 21  | 16  | Rit | 11  | Rit | 5    |
| 27   | Mason Law             | Kawasaki          |     |     |     |     |     |     |     |     |     | 12  | 15  | 5    |
| 28   | Valentin Debise       | Honda             |     |     |     |     |     |     | 16  | 14  | 14  | 17  | Rit | 4    |
| 29   | Matt Davies           | Honda             |     |     |     |     |     |     |     |     | 20  | 13  |     | 3    |
| 30   | Nacho Calero          | Honda             | 13  | 20  | 17  | 17  | NP  | Rit | 23  | 20  | 22  | 18  | 19  | 3    |
| 31   | Fraser Rogers         | Honda             | 15  | 18  | 19  | 16  | 18  | 16  |     |     |     |     |     | 1    |
| NC   | Nasser Al Malki       | Honda             |     |     |     |     |     |     |     |     |     |     | 16  | 0    |
| -    | Martín Cárdenas       | Honda             |     |     |     |     |     |     |     |     |     | 16  |     | 0    |
| -    | Ferran Casas          | Yamaha            |     |     |     |     |     |     |     |     | 16  |     |     | 0    |
| -    | Sam Hornsey           | Triumph           |     |     |     |     | 16  |     |     |     |     |     |     | 0    |
| -    | Pepijn Bijsterbosch   | Yamaha            |     |     | 16  |     |     |     |     |     |     |     |     | 0    |
| -    | Ryan Taylor           | Yamaha            | 16  |     |     |     |     |     |     |     |     |     |     | 0    |
| -    | Alexey Ivanov         | Yamaha            | 17  | 19  | 20  | Rit | 20  | Rit | Rit | 19  | 21  | Rit | 17  | 0    |
| -    | Alex Baldolini        | MV Agusta e Honda |     |     |     | Rit |     |     | 19  | Rit |     | Rit |     | 0    |
| -    | Ferruccio Lamborghini | Honda             |     |     |     |     |     |     | 22  |     |     |     |     | 0    |
| -    | Marco Faccani         | Kawasaki          |     |     |     |     |     |     |     |     |     |     | Rit | 0    |
| -    | Cédric Tangre         | Suzuki            |     |     |     |     |     |     |     |     |     | Rit |     | 0    |
| -    | Bryan Staring         | Honda             | Rit |     |     |     |     |     |     |     |     |     |     | 0    |
| -    | Billy McConnell       | Triumph           | Rit |     |     |     |     |     |     |     |     |     |     | 0    |
| Pos  | Pilota                | Moto              |     |     |     |     |     |     |     |     |     |     |     | P.ti |

| Legenda | 1º posto        | 2º posto            | 3º posto           | A punti      | Senza punti        | Grassetto – Pole position Corsivo – Giro più veloce |
| Legenda | Gara non valida | Non qual./Non part. | Ritirato/Non class | Squalificato | '-' Dato non disp. | Grassetto – Pole position Corsivo – Giro più veloce |

### Sistema di punteggio
| Pos.  | 1  | 2  | 3  | 4  | 5  | 6  | 7 | 8 | 9 | 10 | 11 | 12 | 13 | 14 | 15 | 16> |
| Punti | 25 | 20 | 16 | 13 | 11 | 10 | 9 | 8 | 7 | 6  | 5  | 4  | 3  | 2  | 1  | 0   |

### Classifica costruttori
| Pos. | Costruttore | Motocicletta |   |   |   |    |    |     |   |    |     |   |   | P.ti |
| ---- | ----------- | ------------ | - | - | - | -- | -- | --- | - | -- | --- | - | - | ---- |
| 1    | Honda       | CBR600RR     | 3 | 2 | 1 | 1  | 1  | 1   | 2 | 1  | 1   | 2 | 1 | 251  |
| 2    | Kawasaki    | ZX-6R        | 4 | 1 | 2 | 3  | 4  | 3   | 3 | 3  | 2   | 3 | 6 | 181  |
| 3    | MV Agusta   | F3 675       | 1 | 8 | 3 | 15 | 2  | 2   | 1 | 10 | Rit | 1 | 3 | 162  |
| 4    | Yamaha      | YZF-R6       | 2 | 5 | 4 | 6  | 3  | Rit | 8 | 7  | 5   | 6 | 4 | 121  |
| 5    | Triumph     | 675 R        | 7 |   |   |    | 16 |     |   |    |     |   |   | 9    |